# Ola Vigen Hattestad
Ola Vigen Hattestad född 19 april 1982 i Ørje är en norsk längdåkare. Hattestad är en specialiserad sprintåkare och debuterade i världscupen i mars 2003. Sin första pallplats i världscupen fick han 2005 vid sprinttävlingarna i Göteborg då han kom 3:a. Den placeringen upprepade han i december 2005 i Vernon i Kanada. Den första världscupsegern kom den 15 februari 2007 i Changchun i Kina. Hattestad vann sprintvärldscupen 2007/2008 med endast 2 poängs marginal till svensken Emil Jönsson.
Hattestad deltog i de OS i Turin 2006 och slutade på 9:e plats. I OS i Sotji 2014 vann han guldet i fristilssprinten, före Teodor Peterson och Emil Jönsson.
Säsongen 2013/2014 vann Hattestad två sprintlopp och vann den totala sprintcupen.
Den 3 maj 2018 meddelades att han lägger skidorna på hyllan. Efter tävlingskarriären har han bland annat varit tränare åt slovenskan Hana Mazi Jamnik.

## Världscupsegrar (13)
| Datum            | Land     | Ort         | Disciplin        |
| ---------------- | -------- | ----------- | ---------------- |
| 15 februari 2007 | Kina     | Changchun   | Sprint, klassisk |
| 5 mars 2008      | Norge    | Drammen     | Sprint, klassisk |
| 29 november 2008 | Finland  | Kuusamo     | Sprint, klassisk |
| 14 december 2008 | Schweiz  | Davos       | Sprint, fristil  |
| 20 december 2008 | Tyskland | Düsseldorf  | Sprint, fristil  |
| 25 januari 2009  | Estland  | Otepää      | Sprint, klassisk |
| 13 februari 2009 | Italien  | Valdidentro | Sprint, klassisk |
| 12 mars 2009     | Norge    | Granåsen    | Sprint, klassisk |
| 28 november 2009 | Finland  | Kuusamo     | Sprint, klassisk |
| 15 januari 2011  | Tjeckien | Liberec     | Sprint, fristil  |
| 3 december 2011  | Tyskland | Düsseldorf  | Sprint, fristil  |
| 2 februari 2014  | Italien  | Toblach     | Sprint, fristil  |
| 5 mars 2014      | Norge    | Drammen     | Sprint, klassisk |